# Edi Huber
Eduard „Edi“ Huber (* 14. Februar 1927 in Zürich; † 16. August 2016 ebenda) war ein Schweizer Schauspieler und Regisseur.

## Leben
Huber absolvierte von 1943 bis 1947 eine Lehre als Schriftsetzer und arbeitete bis 1959 in seinem erlernten Beruf. Daneben nahm er privaten Schauspielunterricht bei Ellen Widmann, Adolf Manz und Heinz Woester.
Von 1953 bis 1957 war er Mitglied des Kammersprechchors Zürich. 1959 gab er sein Debüt als Schauspieler und Regieassistent bei der Schauspieltruppe Zürich. Im Dezember 1961 hatte er sein erstes Engagement am Bernhard-Theater Zürich, wo er bis 1989 immer wieder als Schauspieler und Regisseur tätig war.
Im Theater am Hechtplatz wirkte er 1964 neben Jörg Schneider, Ruedi Walter, Margrit Rainer, Paul Bühlmann und Ines Torelli im erfolgreichen Musical Bibi Balù von Karl Suter mit und war in den folgenden Jahren noch in mehreren von Suters Musicals zu sehen.
Zwischen 1989 und 1999 war Huber nicht mehr als Schauspieler tätig, weil er keine Entwicklungsmöglichkeiten mehr für sich sah. 1999 feierte er am Bernhard-Theater sein Bühnen-Comeback in Derek Benfields Lustspiel „Ine oder use“. 
Huber wirkte bis 2015 während zwanzig Jahren als Regisseur der Theatergruppe Friesenberg. Er starb am 16. August 2016 nach anhaltenden gesundheitlichen Problemen in Zürich.

## Filmografie (Auswahl)
- 1966: Der Würger vom Tower
- 1966: Polizist Wäckerli in Gefahr
- 1973: Ein Fall für Männdli (Fernsehserie, Folge: Das Gespensterhaus)
- 1979: De Sonderegger (Fernsehserie)
- 1987: Meier & Müller (Fernsehserie)